# San Juan de Marcona
San Juan de Marcona est une ville du Pérou dans le district de Marcona, province de Nazca.
C'est une ville portuaire, minière et commerciale d'environ 20 000 habitants.
Le climat est désertique, et la température moyenne de 19°.